# Пєтухов Борис Федорович
Борис Федорович Пєтухов (13 грудня 1913, станиця Кавказька Області Війська Донського, тепер Краснодарського краю, Російська Федерація — 15 травня 1979, місто Москва) — радянський державний діяч, 1-й секретар Кіровського обласного комітету КПРС, голова Краснодарського крайвиконкому. Кандидат у члени ЦК КПРС у 1961—1971 роках. Депутат Верховної Ради СРСР 4—8-го скликань. Кандидат економічних наук.

## Життєпис
Народився на хуторі Романовський, який  входив до землі станиці Кавказької.
З 1930 року працював слюсарем виробничих майстерень Північно-Кавказького будівельного технікуму в Ростові-на-Дону, креслярем в управлінні Північно-Кавказької залізниці.
У 1936 році закінчив Ростовський інститут сільськогосподарського машинобудування.
У 1936—1941 роках — заступник начальника цеху, начальник технічного бюро, заступник головного технолога заводу «Красный Аксай» в Ростові-на-Дону.
Член ВКП(б) з 1940 року.
На початку німецько-радянської війни призваний в діючу армію, але за рішенням Державного Комітету Оборони, як фахівець, був відкликаний з армії і направлений на роботу по евакуації промислових підприємств із прифронтової смуги в східні райони СРСР.
З квітня 1942 по 1943 рік — заступник головного інженера, заступник директора заводу в місті Ташкенті Узбецької РСР.
У 1943—1946 роках — заступник директора, головний інженер заводу «Воронежсільмаш» міста Воронежа.
У вересні 1946 — лютому 1950 року — головний інженер, директор заводу «Армаліт» міста Армавіра Краснодарського краю.
У лютому 1950 — 1951 року — 1-й секретар Армавірського міського комітету ВКП(б) Краснодарського краю.
У 1951 — жовтні 1952 року — 1-й заступник голови виконавчого комітету Краснодарської крайової ради депутатів трудящих.
У жовтні 1952 — лютому 1954 року — 2-й секретар Краснодарського крайового комітету КПРС.
У лютому 1954 — квітні 1960 року — голова виконавчого комітету Краснодарської крайової ради депутатів трудящих.
У 1960 — лютому 1961 року — 2-й секретар Північно-Осетинського обласного комітету КПРС.
14 лютого 1961 — 11 січня 1963 року — 1-й секретар Кіровського обласного комітету КПРС.
11 січня 1963 — 14 грудня 1964 року — 1-й секретар Кіровського сільського обласного комітету КПРС.
14 грудня 1964 — лютий 1971 року — 1-й секретар Кіровського обласного комітету КПРС.
У 1971—1978 роках — заступник міністра тракторного і сільськогосподарського машинобудування СРСР з питань зовнішньої торгівлі.
З 1978 року — персональний пенсіонер союзного значення в Москві.
Помер 15 травня 1979 року. Похований в Москві.

## Нагороди
- орден Леніна
- орден Жовтневої Революції
- два ордени Трудового Червоного Прапора
- два ордени «Знак Пошани»
- медаль «За трудову доблесть»
- медалі